# Шпионката Хариет
„Шпионката Хариет“ (на английски: Harriet the Spy) е американска семейна трагикомедия от 1996 г. на режисьора Бронуен Хюз в режисьорския й филмов дебют, и с участието на Мишел Трактенбърг в нейния актьорски дебют в киното. Във филма още участват Роузи О'Донъл, Джей Смит-Камерън, Грегъри Смит и Ванеса Лий Честър. Базиран на едноименния роман от 1964 г., написан от Луис Фицхю, филмът се разказва за шестокласничка, която иска да стане писателка и шпионка.
Снимките започват през есента на 1994 г. в Торонто и завършват в края на 1995 г. Продуциран от „Парамаунт Пикчърс“, „Никеолдеон Моувийс“ и „Растар“, това е първият филм под етикета на „Никеолдеон Моувийс“ и е първият от двете филмови адаптации на книгите „Шпионката Хариет“. Премиерата на филма е на 10 юли 1996 г.